# Trnovska mafija
Trnovska mafija je roman slovenskega pisatelja Dima Zupana, ki je izšel leta 1992. Predstavlja prvi del trilogije o »Trnovski mafiji«; nadaljevanje z naslovom Trnovska mafija drugič je izšlo leta 1997, leta 2003 pa še zadnji del, Trnovska mafija – v tretje gre rado.

## Interpretacija besedila
Tina, Metka, Maja, žalostni Miha, Tine, Švejk, Nika so prijatelji, ki hodijo skupaj v šolo in se družijo tudi izven nje.  So družba, ki je vedno enotna, ki ne pozna prepirov, laži, problemov. Tinin praded je bil stražmojster, zato je imela Tina na podstrešju veliko zemljevidov Ljubljane. Otroci so preučevali zemljevide in ugotovili, da so pod gradom  rovi, kamor so se hodili skrivat Ljubljančani, ko je pretila nevarnost. Zaključili so, da so najverjetneje v rovu ostale dragocenosti in odločili so se najti rove ter preučiti zaklade. Po spletu srečnih okoliščin so kmalu našli vrata v rov, notri pa vse prej kot cekine in zlato – našli so ogromen znesek ukradenega denarja iz viške banke. Otroci so bili prestrašeni in zmedeni. Po enotedenskem premisleku je prevladala odločitev, da bodo denar vzeli in si ga razdelili. Ko so se spet spustili v rov po denar, so srečali tudi lastnika denarja – mednarodna roparja, ki sta prejšnji teden oropala viško banko. Otrokom je uspelo zvezati lopova ter se dogovoriti za kompromis. Denar so preko pošte poslali na policijo in se tako izognili razlagi, kje so našli denar, roparja pa so izpustili. Družba je bila spet osvobojena težkega bremena.Na koncu je bil ples in Marjanček in Jaka sta prišla v pižamah.

## Analiza besedila
Ime Trnovska mafija se je omenjene družbe prijelo dokaj hitro, čeprav si tega niso želeli, saj zase niso menili, da so mafijci. Kraj dogajanja je Ljubljana, natančneje Trnovo. Pripovedovalec je tretjeoseben in nevtralen do glavnih junakov. Zgodba se konča srečno, otroci so pošteni in vrnejo ukraden denar, mednarodna roparja pa izpustijo iz rovov. V Trnovski mafiji srečamo tudi sestri Niko in Majo, ki gojita »sestrsko ljubezen«, kar pomeni, da se veliko prepirata, kljub vsemu pa ju skrbi druga za drugo.